# 秘密 (1933年の映画)
『秘密』（ひみつ、原題・英語: Secrets）は、1933年に製作・公開されたアメリカ合衆国の映画である。1924年にノーマ・タルマッジ主演で映画化（サイレント）されたルドルフ・ベジアとメイ・エドギントンの戯曲の再映画化であり、メアリー・ピックフォードが製作・主演、1924年版でも監督を務めたフランク・ボーゼイギが再び監督、レスリー・ハワードが共演した。
本作はピックフォード最後の映画出演となった。

## キャスト
- メアリー：メアリー・ピックフォード
- ジョン・カールトン：レスリー・ハワード
- ウィリアム（メアリーの父）：C・オーブリー・スミス

## スタッフ
- 監督：フランク・ボーゼイギ
- 製作総指揮：メアリー・ピックフォード
- 脚色：ソールズベリー・フィールド、フランシス・マリオン、レナード・プラスキンス
- 音楽：アルフレッド・ニューマン
- 撮影：レイ・ジューン
- 編集：ヒュー・ベネット
- 美術：リチャード・デイ
- 装置：ジュリア・ヘロン
- 衣裳：エイドリアン